# Christmas Chants Visions
Christmas Chants & Visions, lanzado en 2008, es el décimo álbum de la banda alemana Gregorian. Es una edición especial del álbum de estudio Christmas Chants (2006) con dos temas extra y un DVD. 

## Lista de canciones
| disco 1 |                                       |          |  |
| N.º     | Título                                | Duración |  |
| 1.      | «Ave Maria»                           | 3:23     |  |
| 2.      | «Silent Night»                        | 3:46     |  |
| 3.      | «When A Child Is Born»                | 3:56     |  |
| 4.      | «Amazing Grace»                       | 3:11     |  |
| 5.      | «The First Nowell»                    | 3:32     |  |
| 6.      | «In The Bleak Midwinter»              | 3:12     |  |
| 7.      | «Pie Jesu»                            | 3:54     |  |
| 8.      | «A Spiceman Came Traveling»           | 4:44     |  |
| 9.      | «O Come All Ye Faithful»              |          |  |
| 10.     | «Gloria in Excelsis»                  | 3:32     |  |
| 11.     | «Footsteps in the Snow»               | 4:09     |  |
| 12.     | «Peace on Earth. Little Drummer Boy»  | 2:49     |  |
| 13.     | «Sweeter The Bells»                   | 3:29     |  |
| 14.     | «Child in a Manger»                   | 3:20     |  |
| 15.     | «Happy Xmas War is Over»              | 3:46     |  |
| 16.     | «Auld Lang Syne»                      | 3:58     |  |
| 17.     | «Last Christmas»                      | 4.19     |  |
| 18.     | «Moment of peace (Christmas Version)» | 4.07     |  |

| disco 2 |                          |          |  |
| N.º     | Título                   | Duración |  |
| 1.      | «Ave Maria»              | 3:23     |  |
| 2.      | «Silent Night»           | 3:46     |  |
| 3.      | «When A Child Is Born»   | 3:56     |  |
| 4.      | «Sweeter the Bells»      |          |  |
| 5.      | «In the Bleek Midwinter» | 3:12     |  |
| 6.      | «Peace on Earth»         |          |  |
| 7.      | «Child in a Manger»      | 3:20     |  |
| 8.      | «Greensleeves»           |          |  |
| 9.      | «Miracle of Love»        |          |  |
| 10.     | «The Circle»             |          |  |
| 11.     | «Mad World»              |          |  |
| 12.     | «Crying in the Rain»     |          |  |
| 13.     | «Sacrifice»              |          |  |
| 14.     | «Kyrie»                  |          |  |
| 15.     | «Moment of Peace»        |          |  |
| 16.     | «Angels»                 |          |  |
| 17.     | «Noel Nouvelet»          |          |  |
| 18.     | «Hymn»                   |          |  |
| 19.     | «Happy Christmas»        |          |  |